# Giải vô địch bóng đá U-16 châu Á 2010
Giải vô địch bóng đá U-16 châu Á 2010 là phiên bản thứ 14 của giải đấu dành cho các đội tuyển U-16 được tổ chức bởi AFC. 4 đội vào đến bán kết tham dự Giải vô địch bóng đá U-17 thế giới 2011, diễn ra tại Uzbekistan 
Oman, Iran, Jordan và Australia quan tâm tới việc trở thành chủ nhà của giải, nhưng vai trò chủ nhà một lần nữa được đưa cho Uzbekistan. Vòng loại của giải diễn ra vào năm 2009.

## Các đội tham dự
Danh sách các đội vượt qua vòng loại để tham gia vòng chung kết:
| - Úc - Trung Quốc - Indonesia - Iran | - Iraq - Nhật Bản - Jordan - CHDCND Triều Tiên | - Kuwait - Oman - Syria - Tajikistan | - Đông Timor - UAE - Uzbekistan - Việt Nam |  |

## Địa điểm thi đấu
| Tashkent               | Tashkent         |
| ---------------------- | ---------------- |
| Sân vận động Pakhtakor | Sân vận động JAR |
| Sức chứa: 35.000       | Sức chứa: 8.460  |
|                        |                  |

## Vòng bảng

#### Bảng A
| Đội        | Tr | T | H | B | BT | BB | HS  | Đ |
| ---------- | -- | - | - | - | -- | -- | --- | - |
| Uzbekistan | 3  | 2 | 1 | 0 | 11 | 1  | +10 | 7 |
| Jordan     | 3  | 1 | 2 | 0 | 2  | 1  | +1  | 5 |
| Indonesia  | 3  | 1 | 0 | 2 | 4  | 5  | −1  | 3 |
| Tajikistan | 3  | 0 | 1 | 2 | 3  | 13 | −10 | 1 |

| Uzbekistan                               | 3–0      | Indonesia |
| ---------------------------------------- | -------- | --------- |
| T. Khakimov 31', 47' · Sobirkhodjaev 60' | Chi tiết |           |

| Tajikistan   | 1–1      | Jordan          |
| ------------ | -------- | --------------- |
| Sultonov 62' | Chi tiết | Al-Bashtawi 74' |

| Indonesia                                | 4–1      | Tajikistan |
| ---------------------------------------- | -------- | ---------- |
| Fakhri 11' · Antoni 47', 59' · Angga 70' | Chi tiết | Saidov 85' |

| Jordan | 0–0      | Uzbekistan |
| ------ | -------- | ---------- |
|        | Chi tiết |            |

| Uzbekistan | 8–1      | Tajikistan     |
| --- | -------- | -------------- |
| T. Khakimov 2', 25' · Mirabdullaev 19' · Makhstaliev 39' · J. Khakimov 75', 90+2' · Kamolov 80' (ph.đ.) · Murodov 88' (ph.đ.) | Chi tiết | Muhtojzoda 59' |

| Jordan        | 1–0      | Indonesia |
| ------------- | -------- | --------- |
| Al-Hasani 70' | Chi tiết |           |

#### Bảng B
| Đội               | Tr | T | H | B | BT | BB | HS | Đ |
| ----------------- | -- | - | - | - | -- | -- | -- | - |
| CHDCND Triều Tiên | 3  | 2 | 1 | 0 | 5  | 2  | +3 | 7 |
| Syria             | 3  | 1 | 2 | 0 | 3  | 2  | +1 | 5 |
| Iran              | 3  | 1 | 1 | 1 | 6  | 4  | +2 | 4 |
| Oman              | 3  | 0 | 0 | 3 | 2  | 8  | −6 | 0 |

| Iran                                                             | 5–1      | Oman         |
| ---------------------------------------------------------------- | -------- | ------------ |
| Fathian 26', 59' · Mahdipour 45+2' · Azmoun 48' · Haghnazari 72' | Chi tiết | Al-Habsi 84' |

| CHDCND Triều Tiên | 1–1      | Syria      |
| ----------------- | -------- | ---------- |
| Ri Kwang-Il 60'   | Chi tiết | Kharbin 5' |

| Syria    | 1–0      | Oman |
| -------- | -------- | ---- |
| Omar 90' | Chi tiết |      |

| CHDCND Triều Tiên                     | 2–0    | Iran |
| ------------------------------------- | ------ | ---- |
| Kang Nam-Gwon 22' · Jong Kwak-Sok 32' | Report |      |

| Iran          | 1–1      | Syria       |
| ------------- | -------- | ----------- |
| Haghnazari 6' | Chi tiết | Al-Taki 79' |

| Oman            | 1–2      | CHDCND Triều Tiên     |
| --------------- | -------- | --------------------- |
| Al-Riyami 90+3' | Chi tiết | Jang Ok-Chol 24', 67' |

#### Bảng C
| Đội        | Tr | T | H | B | BT | BB | HS | Đ |
| ---------- | -- | - | - | - | -- | -- | -- | - |
| Úc         | 3  | 2 | 1 | 0 | 8  | 1  | +7 | 7 |
| Nhật Bản   | 3  | 2 | 1 | 0 | 7  | 0  | +7 | 7 |
| Việt Nam   | 3  | 1 | 0 | 2 | 4  | 10 | −6 | 3 |
| Đông Timor | 3  | 0 | 0 | 3 | 1  | 9  | −8 | 0 |

| Nhật Bản                                                             | 6–0      | Việt Nam |
| -------------------------------------------------------------------- | -------- | -------- |
| Ueda 16' · Minamino 19', 66' · Kanda 35' · Hayakawa 47' · Ishige 90' | Chi tiết |          |

| Úc                                                        | 5–0      | Đông Timor |
| --------------------------------------------------------- | -------- | ---------- |
| Makarounas 14', 20' · Remington 34', 79' · Woodcock 90+2' | Chi tiết |            |

| Việt Nam            | 1–3      | Úc                                                    |
| ------------------- | -------- | ----------------------------------------------------- |
| Nguyễn Xuân Nam 49' | Chi tiết | Makarounas 60' (ph.đ.), 90+5' (ph.đ.) · Chapman 90+2' |

| Đông Timor | 0–1      | Nhật Bản     |
| ---------- | -------- | ------------ |
|            | Chi tiết | Minamino 87' |

| Nhật Bản | 0–0      | Úc |
| -------- | -------- | -- |
|          | Chi tiết |    |

| Đông Timor | 1–3      | Việt Nam                                               |
| ---------- | -------- | ------------------------------------------------------ |
| Nidio 62'  | Chi tiết | Nguyễn Văn Huy 87' · Nguyễn Việt Thắng 50' (ph.đ.) 65' |

#### Bảng D
| Đội        | Tr | T | H | B | BT | BB | HS | Đ |
| ---------- | -- | - | - | - | -- | -- | -- | - |
| Iraq       | 3  | 2 | 0 | 1 | 6  | 4  | +2 | 6 |
| UAE        | 3  | 1 | 2 | 0 | 3  | 2  | +1 | 5 |
| Kuwait     | 3  | 1 | 1 | 1 | 1  | 3  | −2 | 4 |
| Trung Quốc | 3  | 0 | 1 | 2 | 1  | 4  | −3 | 1 |

| UAE | 0–0      | Kuwait |
| --- | -------- | ------ |
|     | Chi tiết |        |

| Iraq                            | 2–0      | Trung Quốc |
| ------------------------------- | -------- | ---------- |
| Fendi 5' · Al-Fuadi 39' (ph.đ.) | Chi tiết |            |

| Kuwait | 0–3      | Iraq                                    |
| ------ | -------- | --------------------------------------- |
|        | Chi tiết | Ismail 15' · Hussein 32' · Al-Fuadi 64' |

| Trung Quốc         | 1–1      | UAE            |
| ------------------ | -------- | -------------- |
| Trịnh Đại Luân 75' | Chi tiết | Al-Hammadi 74' |

| UAE                           | 2–1      | Iraq      |
| ----------------------------- | -------- | --------- |
| Al-Mazrooei 55' · Al-Durs 74' | Chi tiết | Fendi 27' |

| Trung Quốc | 0–1      | Kuwait       |
| ---------- | -------- | ------------ |
|            | Chi tiết | Al-Enezi 73' |

## Vòng loại trực tiếp
|  | Tứ kết                | Tứ kết                |                       |   | Bán kết | Bán kết |  |  | Chung kết | Chung kết |
|  |                       |                       |                       |   |         |         |  |  |           |           |
|  | 1 tháng 11 — Tashkent |                       |                       |   |         |         |  |  |           |           |
|  |                       |                       |                       |   |         |         |  |  |           |           |
|  | Uzbekistan            | 2                     |                       |   |         |         |  |  |           |           |
|  | Uzbekistan            | 2                     | 4 tháng 11 — Tashkent |   |         |         |  |  |           |           |
|  | Syria                 | 1                     |                       |   |         |         |  |  |           |           |
|  | Syria                 | 1                     | Uzbekistan            | 2 |         |         |  |  |           |           |
|  | 1 tháng 11 — Tashkent |                       | Uzbekistan            | 2 |         |         |  |  |           |           |
|  |                       |                       | Úc                    | 1 |         |         |  |  |           |           |
|  | Úc h.p.               | 3                     | Úc                    | 1 |         |         |  |  |           |           |
|  | Úc h.p.               | 3                     | 7 tháng 11 — Tashkent |   |         |         |  |  |           |           |
|  | UAE                   | 2                     |                       |   |         |         |  |  |           |           |
|  | UAE                   | 2                     | Uzbekistan            | 0 |         |         |  |  |           |           |
|  | 1 tháng 11 — Tashkent |                       | Uzbekistan            | 0 |         |         |  |  |           |           |
|  |                       | CHDCND Triều Tiên     | 2                     |   |         |         |  |  |           |           |
|  | CHDCND Triều Tiên     | CHDCND Triều Tiên     | 2                     | 4 |         |         |  |  |           |           |
|  | CHDCND Triều Tiên     | 4 tháng 11 — Tashkent |                       | 4 |         |         |  |  |           |           |
|  | Jordan                | 0                     |                       |   |         |         |  |  |           |           |
|  | Jordan                | 0                     | CHDCND Triều Tiên     | 2 |         |         |  |  |           |           |
|  | 1 tháng 11 — Tashkent |                       | CHDCND Triều Tiên     | 2 |         |         |  |  |           |           |
|  |                       |                       | Nhật Bản              | 1 |         |         |  |  |           |           |
|  | Iraq                  | 1                     | Nhật Bản              | 1 |         |         |  |  |           |           |
|  | Iraq                  | 1                     |                       |   |         |         |  |  |           |           |
|  | Nhật Bản              | 3                     |                       |   |         |         |  |  |           |           |
|  | Nhật Bản              | 3                     |                       |   |         |         |  |  |           |           |
|  |                       |                       |                       |   |         |         |  |  |           |           |

#### Tứ kết
| Úc                                | 3–2 (s.h.p.) | UAE                           |
| --------------------------------- | ------------ | ----------------------------- |
| Brown 82' · Gallifuoco 90+4', 99' | Chi tiết     | Al-Durs 18' · Al-Balooshi 45' |

| Uzbekistan                        | 2–1      | Syria      |
| --------------------------------- | -------- | ---------- |
| Makhstaliev 37' · T. Khakimov 82' | Chi tiết | Nabhan 50' |

| Iraq         | 1–3      | Nhật Bản                      |
| ------------ | -------- | ----------------------------- |
| Al-Fuadi 18' | Chi tiết | Minamino 13', 75' · Akino 54' |

| CHDCND Triều Tiên                         | 4–0      | Jordan |
| ----------------------------------------- | -------- | ------ |
| Jo Kwang 32', 64', 78' · Ju Jong-Chol 71' | Chi tiết |        |

#### Bán kết
| Uzbekistan           | 2–1      | Úc           |
| -------------------- | -------- | ------------ |
| Makhstaliev 17', 90' | Chi tiết | Woodcock 43' |

| CHDCND Triều Tiên                    | 2–1    | Nhật Bản      |
| ------------------------------------ | ------ | ------------- |
| Ju Jong-Chol 4' · Pak Myong-Song 12' | Report | Matsumoto 60' |

#### Chung kết
| Uzbekistan | 0–2      | CHDCND Triều Tiên              |
| ---------- | -------- | ------------------------------ |
|            | Chi tiết | Ri Kwang-Il 75' · Jo Kwang 85' |

## Vô địch
| Giải vô địch bóng đá U-16 châu Á 2010 |
| ------------------------------------- |
| · CHDCND Triều Tiên · Lần đầu tiên    |

## Tham dựGiải vô địch bóng đá U-17 thế giới 2011
- CHDCND Triều Tiên
- Uzbekistan
- Úc
- Nhật Bản

## Danh sách cầu thủ ghi bàn
5 bàn
- Minamino Takumi
- Timur Khakimov

4 bàn
- Jesse Makarounas
- Jo Kwang
- Abbosbek Makhstaliev

3 bàn
- Hussein Al-Fuadi

2 bàn
| - Giancarlo Gallifuoco - Luke Remington - Riley Woodcock - Antoni Putra | - Ali Fathian - Siavash Haghnazari - Ali Fendi | - Jang Ok Chol - Ju Chong Chol - Ri Kwang-Il | - Yousif Al-Durs - Jasur Khakimov - Nguyễn Việt Thắng |  |

1 bàn
| - Corey Brown - Connor Chapman - Trịnh Đại Luân - Angga Febryanto - Fakhri Rasyid - Sardar Azmoun - Mehdi Mahdipour - Rasool Hussein - Dhirgham Ismail - Akino Hiroki | - Hayakawa Fumiya - Ishige Hideki - Kanda Yumemi - Matsumoto Masaya - Ueda Naomichi - Laith Al-Bashtawi - Omar Al-Hasani - Nader Al-Enezi - Jong Kwak-Sok - Kang Nam-Gwon | - Pak Myon-Song - Mohamed Al-Habsi - Abdul Rahman Al-Riyami - Adnan Al-Taki - Omar Kharbin - Wasim Nabhan - Husamuddin Omar - Ibrohimiy Muhtojzoda - Abdullo Saidov - Tolib Sultonov | - Nidio Alves - Abdulla Al-Balooshi - Salah Al-Hammadi - Khalid Al-Mazrooei - Nodir Kamolov - Javlon Mirabdullaev - Aziz Murodov - Sardor Sobirkhodjaev - Nguyễn Văn Huy - Nguyễn Xuân Nam |